# NGC 6914
NGC 6914 هي مجرة تتبع كوكبة الدجاجة. اكتشفها إدوارد ستيفان في 1881.

## روابط خارجية
- NGC 6914 على موقع ويكي سكاي: DSS2, SDSS, GALEX, IRAS, Hydrogen α, X-Ray, Astrophoto, Sky Map, Articles and images